# Franc Guzaj
Franc Guzej (tudi Guzaj), slovenski kriminalec, * 12. november 1839, Primož pri Šentjurju, † 10. september 1880,  Košnica.

## Življenje
Franc Guzej se je rodil 12. novembra 1839 v revni kmečki družini v Sv. Primožu pri Šentjurju, očetu Andražu in materi Ani (rojeni Mravlak). Kot edinec je moral v vojsko, kjer si je pridobil znanje orožnika. Nato se je vrnil domov in se zaposlil kot pomožni delavec na Dobrni, na večji kmetiji, ki je imela tudi gostilno. Zaradi podtaknjene tatvine na Dobrni je bil obsojen na 7 let zaporne kazni v celjskem zaporu Stari pisker. Iz zapora je pobegnil in začel ropati trgovce, župnije, graščake. Svoj plen je vedno razdelil med revne. Na begu je bil 5 let. Ustreljen je bil 10. septembra 1880 v Košnici pri Šentjurju . Brez obreda so ga pokopali izven pokopališča pri cerkvi sv. Ane v Prevorju Lopaci. 
Že sta dvignila orožnika puški, strela sta blisnila ter počila ... Eden je zadel dolgo – dolgo iskano žrtev v prša, drugi v trebuh ... Smrtno zadeti Guzaj je omahnil in se zakotalil po tleh. Nekaj časa je še brcal z nogami, krčil prste na rokah, začelo mu je rohljati iz prs in izdahnil je ...

## Razbojnik Guzaj v literaturi
O razbojniku Guzeju je prvi pisal Januš Golec (1931). Leto za tem je dramo o Guzeju napisal Ernest Tiran, nato pa izdal še povest o Guzeju. Slovensko-nemška pisateljica Ana Wambrechtsamer, ki se je rodila na Planini pri Sevnici, je napisala povest Der Guzej, a se je ohranila le v rokopisnih in časopisnih odlomkih.